# 労働施策の総合的な推進並びに労働者の雇用の安定及び職業生活の充実等に関する法律
労働施策の総合的な推進並びに労働者の雇用の安定及び職業生活の充実等に関する法律（ろうどうしさくのそうごうてきなすいしんならびにろうどうしゃのこようのあんていおよびしょくぎょうせいかつのじゅうじつとうにかんするほうりつ、昭和41年7月21日法律第132号）は、労働施策に関する国等の責務に関する日本の法律である。2018年（平成30年）7月6日に施行した働き方改革を推進するための関係法律の整備に関する法律により改正されるまでは、雇用対策法という題名であった。
法令番号は昭和41年法律第132号、1966年（昭和41年）7月21日に公布された。日本における労働市場に関連する法律の基本法としての位置づけを持つ。

## 主務官庁
- 厚生労働省職業安定局
  - 雇用政策課[1]
  - 需給調整事業課
  - 外国人雇用対策課

同省雇用環境・均等局各課のほか、法務省出入国在留管理庁在留管理支援部在留管理課など他省庁と連携して執行にあたる。

## 構成
- 第一章 総則（第1条-第9条）
- 第二章 基本方針（第10条-第10条の3）
- 第三章 求職者及び求人者に対する指導等（第11条-第15条）
- 第四章 職業訓練等の充実（第16条・第17条）
- 第五章 職業転換給付金（第18条-第23条）
- 第六章 事業主による再就職の援助を促進するための措置等（第24条-第27条）
- 第七章 外国人の雇用管理の改善、再就職の促進等の措置（第28条-第30条）
- 第八章 職場における優越的な関係を背景とした言動に起因する問題に関して事業主の講ずべき措置等（第30条の2―第30条の8）
- 第九章 国と地方公共団体との連携等（第31条・第32条）
- 第十章 雑則（第33条-第41条）
- 附則

## 目的・理念
国が、少子高齢化による人口構造の変化等の経済社会情勢の変化に対応して、労働に関し、その政策全般にわたり、必要な施策を総合的に講ずることにより、労働市場の機能が適切に発揮され、労働者の多様な事情に応じた雇用の安定及び職業生活の充実並びに労働生産性の向上を促進して、労働者がその有する能力を有効に発揮することができるようにし、これを通じて、労働者の職業の安定と経済的社会的地位の向上とを図るとともに、経済及び社会の発展並びに完全雇用の達成に資することを目的とする（第1条1項）。2018年の改正により、働き方改革の考えの重要事項を目的に織り込み、労働施策を総合的に講じることとしている。
また、この法律の運用にあたっては、労働者の職業選択の自由及び事業主の雇用の管理についての自主性を尊重しなければならず、また、技能を習得し、職業を通じて自立しようとする労働者の意欲を高め、かつ、労働者の職業を安定させるための事業主の努力を助長するように努めなければならない（第1条2項）。
労働者は、その職業生活の設計が適切に行われ、並びにその設計に即した能力の開発及び向上並びに転職に当たつての円滑な再就職の促進その他の措置が効果的に実施されることにより、職業生活の全期間を通じて、その職業の安定が図られるように配慮されるものとする（第3条1項）。労働者は、職務の内容及び職務に必要な能力、経験その他の職務遂行上必要な事項の内容が明らかにされ、並びにこれらに即した評価方法により能力等を公正に評価され、当該評価に基づく処遇を受けることその他の適切な処遇を確保するための措置が効果的に実施されることにより、その職業の安定が図られるように配慮されるものとする（第3条2項）。2018年の改正により第3条2項が追加され、同一労働同一賃金の考えにつながる理念を織り込んでいる。

## 国・地方公共団体の施策
国は、第1条1項の目的を達成するため、第3条に規定する基本的理念に従って、次に掲げる事項について、必要な施策を総合的に講じなければならない（第4条）。
1. 各人が生活との調和を保ちつつその意欲及び能力に応じて就業することを促進するため、労働時間の短縮その他の労働条件の改善、多様な就業形態の普及及び雇用形態又は就業形態の異なる労働者の間の均衡のとれた待遇の確保に関する施策を充実すること。
2. 各人がその有する能力に適合する職業に就くことをあっせんするため、及び産業の必要とする労働力を充足するため、職業指導及び職業紹介に関する施策を充実すること。
3. 各人がその有する能力に適し、かつ、技術の進歩、産業構造の変動等に即応した技能及びこれに関する知識を習得し、これらにふさわしい評価を受けることを促進するため、職業訓練及び職業能力検定に関する施策を充実すること。
4. 就職が困難な者の就職を容易にし、かつ、労働力の需給の不均衡を是正するため、労働者の職業の転換、地域間の移動、職場への適応等を援助するために必要な施策を充実すること。
5. 事業規模の縮小等（事業規模若しくは事業活動の縮小又は事業の転換若しくは廃止をいう。以下同じ）の際に、失業を予防するとともに、離職を余儀なくされる労働者の円滑な再就職を促進するために必要な施策を充実すること。
6. 労働者の職業選択に資するよう、雇用管理若しくは採用の状況その他の職場に関する事項又は職業に関する事項の情報の提供のために必要な施策を充実すること。
7. 女性の職業及び子の養育又は家族の介護を行う者の職業の安定を図るため、雇用の継続、円滑な再就職の促進、母子家庭の母及び父子家庭の父並びに寡婦の雇用の促進その他のこれらの者の就業を促進するために必要な施策を充実すること。
8. 青少年の職業の安定を図るため、職業についての青少年の関心と理解を深めるとともに、雇用管理の改善の促進、実践的な職業能力の開発及び向上の促進その他の青少年の雇用を促進するために必要な施策を充実すること。
9. 高年齢者の職業の安定を図るため、定年の引上げ、継続雇用制度の導入等の円滑な実施の促進、再就職の促進、多様な就業機会の確保その他の高年齢者がその年齢にかかわりなくその意欲及び能力に応じて就業することができるようにするために必要な施策を充実すること。
10. 疾病、負傷その他の理由により治療を受ける者の職業の安定を図るため、雇用の継続、離職を余儀なくされる労働者の円滑な再就職の促進その他の治療の状況に応じた就業を促進するために必要な施策を充実すること。
11. 障害者の職業の安定を図るため、雇用の促進、職業リハビリテーションの推進その他の障害者がその職業生活において自立することを促進するために必要な施策を充実すること。
12. 不安定な雇用状態の是正を図るため、雇用形態及び就業形態の改善等を促進するために必要な施策を充実すること。
13. 高度の専門的な知識又は技術を有する外国人の我が国における就業を促進するとともに、労働に従事することを目的として在留する外国人について、適切な雇用機会の確保が図られるようにするため、雇用管理の改善の促進及び離職した場合の再就職の促進を図るために必要な施策を充実すること。
14. 地域的な雇用構造の改善を図るため、雇用機会が不足している地域における労働者の雇用を促進するために必要な施策を充実すること。
15. 職場における労働者の就業環境を害する言動に起因する問題の解決を促進するために必要な施策を充実すること。
16. 前各号に掲げるもののほか、職業の安定、産業の必要とする労働力の確保等に資する雇用管理の改善の促進その他労働者がその有する能力を有効に発揮することができるようにするために必要な施策を充実すること。

国は、1項に規定する施策及びこれに関連する施策を講ずるに際しては、国民経済の健全な発展、それに即応する企業経営の基盤の改善、地域振興等の諸施策と相まって、雇用機会の着実な増大及び地域間における就業機会等の不均衡の是正を図るとともに、労働者がその有する能力を有効に発揮することの妨げとなっている雇用慣行の是正を期するように配慮しなければならない（第4条2項）。国は、13．に規定する施策を講ずるに際しては、外国人の入国及び在留の管理に関する施策と相まって、外国人の不法就労活動（出入国管理及び難民認定法第24条3号の4イに規定する不法就労活動をいう）を防止し、労働力の不適正な供給が行われないようにすることにより、労働市場を通じた需給調整の機能が適切に発揮されるよう努めなければならない（第4条3項）。
地方公共団体は、国の施策と相まって、当該地域の実情に応じ、労働に関する必要な施策を講ずるように努めなければならない（第5条）。国の施策は義務規定であるが、地方公共団体の施策は改正後も努力義務にとどまる。
厚生労働大臣（都道府県労働局長に権限委任）は、この法律の施行に関し必要があると認めるときは、事業主に対して、助言、指導又は勧告をすることができる（第33条）。厚生労働大臣（都道府県労働局長に権限委任）は、この法律（第27条1項及び第28条1項を除く。)を施行するために必要があると認めるときは、事業主に対して、必要な資料の提出及び説明を求めることができる（第35条）。都道府県知事又は公共職業安定所長は、職業転換給付金の支給を受け、又は受けた者から当該給付金の支給に関し必要な事項について報告を求めることができる（第36条）。

### 基本方針
国は、労働者がその有する能力を有効に発揮することができるようにするために必要な労働に関する施策の総合的な推進に関する基本的な方針(「基本方針」)を定めなければならない（第10条1項）。基本方針に定める事項は、次のとおりとする（第10条2項）。
1. 労働者がその有する能力を有効に発揮することができるようにすることの意義に関する事項
2. 第4条1項各号に掲げる事項について講ずる施策に関する基本的事項
3. 前二号に掲げるもののほか、労働者がその有する能力を有効に発揮することができるようにすることに関する重要事項

厚生労働大臣は、基本方針の案を作成し、閣議の決定を求めなければならない（第10条3項）とされ、現在「労働施策基本方針」（平成30年12月28日閣議決定）が定められている。厚生労働大臣は、基本方針の案を作成しようとするときは、あらかじめ、都道府県知事の意見を求めるとともに、労働政策審議会の意見を聴かなければならない（第10条4項）。国は、労働に関する施策をめぐる経済社会情勢の変化を勘案し、基本方針に検討を加え、必要があると認めるときは、これを変更しなければならない（第10条7項）。
厚生労働大臣は、必要があると認めるときは、関係行政機関の長に対し、基本方針において定められた施策で、関係行政機関の所管に係るものの実施について、必要な要請をすることができる（第10条の2）。国は、労働時間の短縮その他の労働条件の改善、多様な就業形態の普及、雇用形態又は就業形態の異なる労働者の間の均衡のとれた待遇の確保その他の基本方針において定められた施策の実施に関し、中小企業における取組が円滑に進むよう、地方公共団体、中小企業者を構成員とする団体その他の事業主団体、労働者団体その他の関係者により構成される協議会の設置その他のこれらの者の間の連携体制の整備に必要な施策を講ずるように努めるものとする（第10条の3）。

### 国と地方公共団体との連携
国及び地方公共団体は、国の行う職業指導及び職業紹介の事業等と地方公共団体の講ずる雇用に関する施策について、相互の連携協力の確保に関する協定の締結、同一の施設における一体的な実施その他の措置を講ずることにより、密接な関連の下に円滑かつ効果的に実施されるように相互に連絡し、及び協力するものとする（第31条）。平成28年の改正により、新たな雇用対策の仕組みとして、地方公共団体が国の公共職業安定所を活用する枠組みが定められた。
地方公共団体の長は、当該地方公共団体の区域内において、多数の離職者が発生し、又はそのおそれがあると認めるときその他労働者の職業の安定のため必要があると認めるときは、厚生労働大臣（都道府県労働局長に権限委任）に対し、労働者の職業の安定に関し必要な措置の実施を要請することができる（措置要請、第32条1項、規則第13条）。厚生労働大臣は、この要請に基づき労働者の職業の安定に関し必要な措置を実施するときはその旨を、当該措置要請に係る措置を実施する必要がないと認めるときはその旨及びその理由を、遅滞なく、当該措置要請をした地方公共団体の長に通知しなければならない（第32条2項）。厚生労働大臣は、措置要請に係る措置を行う必要があるか否かを判断するに当たっては、あらかじめ、厚生労働省令で定めるところにより、学識経験者その他の厚生労働省令で定める者の意見を聴かなければならない（第32条3項）。3項の規定により意見を求められた者は、その意見を求められた事案に関して知り得た秘密を漏らしてはならない（第32条4項）。

## 事業主の責務
事業主は、その雇用する労働者の労働時間の短縮その他の労働条件の改善その他の労働者が生活との調和を保ちつつその意欲及び能力に応じて就業することができる環境の整備に努めなければならない（第6条1項）。事業主は、事業規模の縮小等に伴い離職を余儀なくされる労働者について、当該労働者が行う求職活動に対する援助その他の再就職の援助を行うことにより、その職業の安定を図るように努めなければならない（第6条2項）。
事業主は、労働者がその有する能力を有効に発揮するために必要であると認められる場合（以下の場合）を除き、労働者の募集及び採用について、その年齢にかかわりなく均等な機会を与えなければならない（第9条、規則第1条の3）。平成13年10月の改正雇用対策法の施行により、募集及び採用に係る年齢制限緩和の努力義務が設けられ、さらに平成19年の改正法施行により義務化された。
1. 定年年齢を上限として、当該上限年齢未満の労働者の募集及び採用を行うとき（期間の定めのない労働契約を締結することを目的とする場合に限る。）。
2. 法令等の規定により特定の年齢層の労働者の就業等が禁止または制限されている業務について、労働者の募集及び採用を行うとき
3. 募集及び採用における年齢制限を必要最小限のものとする観点から見て合理的な制限であるとされる一定の場合に該当するとき
  - 長期間の継続勤務によるキャリア形成を図ることを目的として、特定の年齢を下回る労働者の募集及び採用を行うとき（期間の定めのない労働契約を締結する場合に限り、かつ、当該労働者が職業に従事した経験があることを求人の条件としない場合であって新卒者と同等の処遇で募集及び採用を行うときに限る。）。
  - 当該事業主が雇用する特定の年齢の範囲に属する特定の職種の労働者（特定労働者）の数が相当程度少ないものとして厚生労働大臣が定める条件に適合する場合において、当該職種の業務の遂行に必要な技能及びこれに関する知識の継承を図ることを目的として、特定労働者の募集及び採用を行うとき（期間の定めのない労働契約を締結することを目的とする場合に限る。）。
    - 「労働者数が相当程度少ないものとして厚生労働大臣が定める条件」として、事業主が雇用する特定の職種に従事する労働者（当該事業主の人事管理制度に照らし必要と認められるときは、当該事業主がその一部の事業所において雇用する特定の職種に従事する労働者）の年齢について、30歳から49歳までのうち、事業主が募集及び採用しようとする特定の5歳から10歳までの間の幅の年齢層に属する労働者数が、同じ幅の上下の年齢層と比較して2分の1以下であることとすること（平成19年厚生労働省告示第278号）。

  - 芸術又は芸能の分野における表現の真実性等を確保するために特定の年齢の範囲に属する労働者の募集及び採用を行うとき。
  - 高年齢者の雇用の促進を目的として、特定の年齢以上の高年齢者（60歳以上の者に限る。）である労働者の募集及び採用を行うとき、又は特定の年齢の範囲に属する労働者の雇用を促進するため、当該特定の年齢の範囲に属する労働者の募集及び採用を行うとき（当該特定の年齢の範囲に属する労働者の雇用の促進に係る国の施策を活用しようとする場合に限る[2]。）。

### 外国人の雇用管理
事業主は、外国人が我が国の雇用慣行に関する知識及び求職活動に必要な雇用に関する情報を十分に有していないこと等にかんがみ、その雇用する外国人がその有する能力を有効に発揮できるよう、職業に適応することを容易にするための措置の実施その他の雇用管理の改善に努めるとともに、その雇用する外国人が解雇（自己の責めに帰すべき理由によるものを除く）その他事業主の都合により離職する場合において、当該外国人が再就職を希望するときは、求人の開拓その他当該外国人の再就職の援助に関し必要な措置を講ずるように努めなければならない（第7条、施行規則第1条の2第2項）。事業主の責務は改正後も努力義務にとどまる。厚生労働大臣は、第7条に定める事項に関し、事業主が適切に対処するために必要な指針（「外国人労働者の雇用管理の改善等に関して事業主が適切に対処するための指針」平成19年厚生労働省告示第276号、最終改正令和2年4月1日）を定め、これを公表するものとする（第8条）。
- 本法でいう「外国人」とは、日本の国籍を有しない者をいい、「外交又は公用の在留資格をもって在留する者」「特別永住者」を除く（施行規則第1条の2第1項）。

事業主は、外国人労働者を常時10人以上雇用するときは、指針の「外国人労働者の雇用管理の改善等に関して事業主が講ずべき必要な措置」に定める事項等を管理させるため、人事課長等を雇用労務責任者（外国人労働者の雇用管理に関する責任者）として選任すること（指針第六）。厚生労働省では毎年6月を「外国人労働者問題啓発月間」と定め、法務省では毎年6月を「不法就労外国人対策キャンペーン月間」と定め、外国人を雇用する事業主等を対象に様々な啓発活動等を行っている。

### 集団的解雇

#### 再就職援助計画
事業主は、一の事業所において、常用労働者について1月以内の期間に30人以上の離職者を生ずることとなるものを行おうとするときは、当該離職を余儀なくされる労働者の再就職の援助のための措置に関する計画（「再就職援助計画」）を最初の離職者が生ずる日の1月前までに作成しなければならず、再就職援助計画を作成したときは、所轄公共職業安定所長に提出し、その認定を受けなければならない（第24条1項、3項、規則第7条の2、規則第7条の3）。30人未満の場合でも、再就職援助計画を作成し、公共職業安定所長に提出して、その認定を受けることができる（第25条1項）。再就職援助計画を作成するに当たっては、当該再就職援助計画に係る事業所に、労働者の過半数で組織する労働組合がある場合においてはその労働組合の、労働者の過半数で組織する労働組合がない場合においては労働者の過半数を代表する者の意見を聴かなければならない。当該再就職援助計画を変更しようとするときも、同様とする（第24条2項）。
再就職援助計画の認定の申請をした事業主は、当該申請をした日に、大量離職届の届出をしたものとみなす（第24条5項）。

#### 大量離職届
事業主は、1月以内の期間に、次の各号のいずれかに該当する者及び既に届出又は通知に係る者を除き、自己の都合又は自己の責めに帰すべき理由によらないで離職する者（天災事変その他やむを得ない事由のために事業の継続が不可能となったことにより離職する者を除く。）の数が30人以上となる場合（「大量雇用変動」）、「大量離職届」を、最後の離職者が生ずる日の少なくとも1月前に公共職業安定所長に提出することによって、当該離職者の数その他の厚生労働省令で定める事項を厚生労働大臣（都道府県労働局長に権限委任）に届け出なければならない（第27条1項、規則第8条、規則第9条）。
1. 日日又は期間を定めて雇用されている者（日日又は6月以内の期間を定めて雇用された者であって、同一の事業主に6月を超えて引き続き雇用されるに至っているもの及び6月を超える期間を定めて雇用された者であって、同一の事業主に当該期間を超えて引き続き雇用されるに至っているものを除く。）
2. 試の使用期間中の者（同一の事業主に14日を超えて引き続き雇用されるに至っている者を除く。）
3. 常時勤務に服することを要しない者として雇用されている者

- 雇入れに係る雇用量の変動又は離職に係る雇用量の変動に該当するかどうかは別個に判断するものであって、同一の事業所で、同一の期間に、雇入れと離職があり、総体として事業主が雇用する労働者の数に変化はなくても、離職が上記に該当するときは、大量離職届が必要となること（昭和42年1月13日職発22号）。
- 「自己の都合」又は「自己の責めに帰すべき理由」によらない離職には定年退職も含むものであること。退職が形式的に依願退職の形をとっていても、実態が「自己の都合」による離職である場合のほかは、上記の離職に該当するものであること（昭和42年1月13日職発22号）。

国又は地方公共団体に係る大量雇用変動については、1項の規定は、適用しない。この場合において、国又は地方公共団体の任命権者は、当該大量雇用変動の前に、政令で定めるところにより、厚生労働大臣に通知するものとする（第27条2項）。1項の規定による届出又は前項の規定による通知があったときは、国は、次に掲げる措置を講ずることにより、当該届出又は通知に係る労働者の再就職の促進に努めるものとする（第27条3）。
- 職業安定機関において、相互に連絡を緊密にしつつ、当該労働者の求めに応じて、その離職前から、当該労働者その他の関係者に対する雇用情報の提供並びに広範囲にわたる求人の開拓及び職業紹介を行うこと。
- 公共職業能力開発施設において必要な職業訓練を行うこと。

### 外国人雇用状況届出書
事業主は、新たに外国人を雇い入れた場合又はその雇用する外国人が離職した場合には、以下の事項について確認し、新たに雇い入れた場合は翌月の10日までに、離職した場合は離職日の翌日から起算して10日以内に、雇用保険被保険者資格取得（喪失）届に併せて公共職業安定所長に提出することで、当該事項を厚生労働大臣（都道府県労働局長に権限委任）に届け出なければならない（「外国人雇用状況届出書」、第28条1項、規則第10~12条）。法改正により、平成19年10月1日よりすべての事業主に、外国人雇用状況の届出が義務化された。
1. 氏名
2. 性別
3. 国籍
4. 出入国管理及び難民認定法第19条2項前段の許可（資格外活動の許可）を受けている者にあっては、当該許可を受けていること（新たに雇い入れる場合のみ）
5. 出入国管理及び難民認定法第19条の3に規定する中長期在留者にあっては、在留カードの番号
  - 在留カードの番号の届出に当たって、事業主は、当該在留カードの番号について、在留カードにより確認しなければならないこととすること（令和元年9月19日職発0919第14号）。
6. 特定技能の在留資格をもって在留する者にあっては、法務大臣が当該外国人について指定する特定産業分野
7. 特定活動の在留資格をもって在留する者にあっては、法務大臣が当該外国人について特に指定する活動
8. 住所（離職の場合のみ）
9. 雇入れ又は離職に係る事業所の名称及び所在地
10. 賃金その他の雇用状況に関する事項（新たに雇い入れる場合のみ）

- 厚生労働省「『外国人雇用状況』の届出状況まとめ」[7]によれば、平成30年10月末現在、外国人労働者を雇用する事業所数は216,348か所で、前年同期比21,753か所、11.2％の増加となり、外国人労働者数は1,460,463人で、前年同期比181,793人、14.2％の増加となり、いずれも平成19年に届出が義務化されて以来、過去最高を更新した。外国人労働者数は平成28年に100万人を超え大台に乗り、以降も増加を続けている。
- 国籍別では、中国が最も多く389,117人（外国人労働者数全体の26.6%）。次いでベトナム316,840人（同21.7%）、フィリピン164,006人（同11.2%）の順。対前年伸び率は、ベトナム（31.9%）、インドネシア（21.7%）、ネパール（18.0%）が高い。在留資格別では、「専門的・技術的分野の在留資格」の労働者数が276,770人で、前年同期比38,358人、16.1%の増加。また、永住者や日本人の配偶者など「身分に基づく在留資格」の労働者数は495,668人で、前年同期比36,536人、8.0%の増加などとなっている。

### パワーハラスメント対策
2019年の法改正にて、パワーハラスメントの防止のために、雇用管理上必要な措置を講じることが事業主の義務となった（第30条の2第1項、2020年6月施行）。事業主は、パワーハラスメントに.よりその雇用する労働者の就業環境が害されることのないよう、当該労働者からの相談に応じ、適切に対応するために必要な体制の整備その他の雇用管理上必要な措置を講じなければならない。また、事業主は、労働者が前項の相談を行つたこと又は事業主による当該相談への対応に協力した際に事実を述べたことを理由として、当該労働者に対して解雇その他不利益な取扱いをしてはならない（第30条の2第2項）。中小企業についてはこの措置を講じることは当初は努力義務とされたが、2022年4月より中小企業にも措置が義務化され、すべての事業主にパワハラ対策が義務化された。
- 第30条の2第2項は、労働者が事業主から不利益な取扱いを受けることを懸念して、職場におけるパワーハラスメントに関する相談や事業主の相談対応に協力して事実を述べることを躊躇することがないよう、事業主がこれらを理由として解雇その他不利益な取扱いを行うことを禁止することとしたものであること。「理由として」とは、労働者がパワーハラスメントに関する相談を行ったことや事業主の相談対応に協力して事実を述べたことが、事業主が当該労働者に対して不利益な取扱いを行うことと因果関係があることをいうものであること。「不利益な取扱い」となる行為の例については、「労働者に対する性別を理由とする差別の禁止等に関する規定に定める事項に関し、事業主が適切に対処するための指針（平成18年厚生労働省告示614号）」第4の3(2)に掲げるものと同様であること。また、個別の取扱いが不利益な取扱いに該当するか否かについての勘案事項については、同指針第4の3(3)に掲げる事項に準じて判断すべきものであること。なお、当該言動を直接受けた労働者だけでなく、それを把握した周囲の労働者からの相談を理由とする解雇その他不利益な取扱いについても、法第30条の2第2項の規定による禁止の対象に含まれること（令和2年2月10日雇均発0210第1号）。

厚生労働大臣は、パワハラ対策について事業主が講ずべき措置等に関して、その適切かつ有効な実施を図るために必要な指針を定めるものとする。厚生労働大臣は、指針を定めるに当たっては、あらかじめ、労働政策審議会の意見を聴くものとする（第30条の2第3，4項）。これに基づき、現在、「事業主が職場における優越的な関係を背景とした言動に起因する問題に関して雇用管理上講ずべき措置等についての指針」（令和2年1月15日厚生労働省告示第5号）が定められている。
- 指針は、事業主が防止のため適切かつ有効な雇用管理上の措置等を講ずることができるようにするため、防止の対象とするべき職場におけるパワーハラスメントの内容や事業主が雇用管理上措置すべき事項等を定めたものであること。また、実際上、職場におけるパワーハラスメントの状況は多様であり、その判断に当たっては、個別の状況を斟酌する必要があることに留意すること。なお、法及び指針は、あくまで職場におけるパワーハラスメントが発生しないよう防止することを目的とするものであり、個々のケースが厳密に職場におけるパワーハラスメントに該当するか否かを問題とするものではないので、この点に注意すること（令和2年2月10日雇均発0210第1号）。

指針によれば、
- 職場におけるパワーハラスメントは、職場において行われる以下の1~3の要素を全て満たすものをいう。なお、客観的にみて、業務上必要かつ相当な範囲で行われる適正な業務指示や指導については、職場におけるパワーハラスメントには該当しない。
  1. 優越的な関係を背景とした言動であって、
  2. 業務上必要かつ相当な範囲を超えたものにより、
  3. 労働者の就業環境が害されるもの
- 「労働者」とは、いわゆる正規雇用労働者のみならず、パートタイム労働者、契約社員等いわゆる非正規雇用労働者を含む事業主が雇用する労働者の全てをいう。また、派遣労働者については、派遣元・派遣先ともに事業主としての措置を講じることが必要である。
- 「優越的な関係を背景とした」言動とは、当該事業主の業務を遂行するに当たって、当該言動を受ける労働者が当該言動の行為者とされる者に対して抵抗又は拒絶することができない蓋然性が高い関係を背景として行われるものを指し、例えば、以下のもの等が含まれる。
  - 職務上の地位が上位の者による言動
  - 同僚又は部下による言動で、当該言動を行う者が業務上必要な知識や豊富な経験を有しており、当該者の協力を得なければ業務の円滑な遂行を行うことが困難であるもの
  - 同僚又は部下からの集団による行為で、これに抵抗又は拒絶することが困難であるもの
- 「業務上必要かつ相当な範囲を超えた」言動とは、社会通念に照らし、当該言動が明らかに当該事業主の業務上必要性がない、又はその態様が相当でないものを指し、例えば、以下のもの等が含まれる。この判断に当たっては、様々な要素（当該言動の目的、当該言動を受けた労働者の問題行動の有無や内容・程度を含む当該言動が行われた経緯や状況、業種・業態、業務の内容・性質、当該言動の態様・頻度・継続性、労働者の属性や心身の状況、行為者との関係性等）を総合的に考慮することが適当である。また、その際には、個別の事案における労働者の行動が問題となる場合は、その内容・程度とそれに対する指導の態様等の相対的な関係性が重要な要素となることについても留意が必要である。
  - 業務上明らかに必要性のない言動
  - 業務の目的を大きく逸脱した言動
  - 業務を遂行するための手段として不適当な言動
  - 当該行為の回数、行為者の数等、その態様や手段が社会通念に照らして許容される範囲を超える言動
- 「労働者の就業環境が害される」とは、当該言動により労働者が身体的又は精神的に苦痛を与えられ、労働者の就業環境が不快なものとなったため、能力の発揮に重大な悪影響が生じる等当該労働者が就業する上で看過できない程度の支障が生じることを指す。この判断に当たっては、「平均的な労働者の感じ方」、すなわち、同様の状況で当該言動を受けた場合に、社会一般の労働者が、就業する上で看過できない程度の支障が生じたと感じるような言動であるかどうかを基準とすることが適当である。

パワーハラスメントが見受けられる企業には厚生労働大臣ならびに労働基準監督署より助言・指導又は勧告が行われる。是正勧告を受けたにも関わらず従わなかった場合には、企業名が公表される(第33条第2項）。ただし、パワーハラスメント自体に対しての罰則は存在しないため、刑事罰などが科せられる事は無い。

## 行政機関による調査
厚生労働大臣は、この法律の施行に関し必要があると認めるときは、事業主に対して、助言、指導又は勧告をすることができる（第33条1項）。
厚生労働大臣（都道府県労働局長に権限委任）は、第27条1項及び第28条1項の規定を施行するために必要な限度において、厚生労働省令で定めるところにより、事業主に対して、労働者の雇用に関する状況その他の事項についての報告を命じ、又はその職員に、事業主の事業所に立ち入り、関係者に対して質問させ、若しくは帳簿書類その他の物件の検査をさせることができる（第34条1項）。1項の規定により立入検査をする職員は、その身分を示す証明書を携帯し、関係者に提示しなければならない（第34条2項）。1項の規定による立入検査の権限は、犯罪捜査のために認められたものと解釈してはならない（第34条3項）。
パワハラ対策違反に対する罰則は定められていないが、厚生労働大臣は、パワハラ対策の規定に違反している事業主に対し、第33条1項の規定による勧告をした場合において、その勧告を受けた者がこれに従わなかったときは、その旨を公表することができる（第33条2項）とされ、これが違反に対する抑止力とされている。

## 罰則
第32条4項の規定に違反した者は、6月以下の懲役又は50万円以下の罰金に処する（第39条）。
次の各号のいずれかに該当する者は、30万円以下の罰金に処する。法人の代表者又は法人若しくは人の代理人、使用人その他の従業者が、その法人又は人の業務に関し、これらの違反行為をしたときは、行為者を罰するほか、その法人又は人に対しても、同項の刑を科する（第40条）。
1. 第27条1項の規定に違反して届出をせず、又は虚偽の届出をした者
2. 第28条1項の規定による届出をせず、又は虚偽の届出をした者
3. 第34条1項の規定による報告をせず、若しくは虚偽の報告をし、又は同項の規定による当該職員の質問に対して答弁せず、若しくは虚偽の陳述をし、若しくは同項の規定による検査を拒み、妨げ、若しくは忌避した者
4. 第36条の規定による報告をせず、又は虚偽の報告をした者